# 弗拉克雪
弗拉克雪（法語：Flaxieu，法語發音：[flaksjø]）是法国东部安省的一个市镇，属于贝莱区。

## 地理
弗拉克雪（45°48'30"N, 5°44'7"E）面积2.79 平方千米，位于法国奥弗涅-罗讷-阿尔卑斯大区安省，该省份为法国东部省份，北起汝拉省，西北接索恩-卢瓦尔省，西接罗讷省和里昂大都会，南至伊泽尔省，东与萨瓦省、上萨瓦省和瑞士接壤。
与弗拉克雪接壤的市镇（或旧市镇、城区）包括：塞泽里约、拉武尔、马里尼约、波略、翁涅、屈洛兹-贝翁。

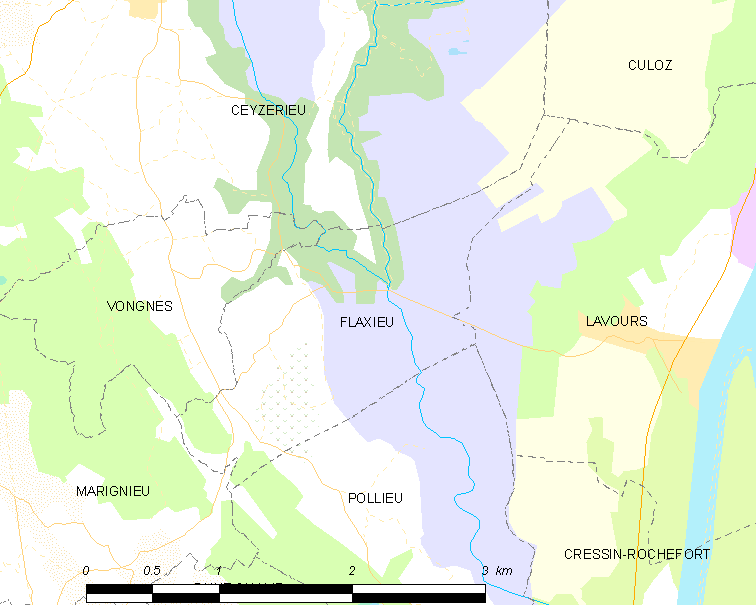
弗拉克雪的OSM定位图

弗拉克雪的时区为UTC+01:00、UTC+02:00（夏令时）。

## 行政
弗拉克雪的邮政编码为01350，INSEE市镇编码为01162。

## 政治
弗拉克雪所属的省级选区为贝莱县。

## 人口

1962-2008年间弗拉克雪人口变化图示

弗拉克雪于2022年1月1日时的人口数量为64人。